# Дейд-Сити-Норт (Флорида)
Дейд-Сити-Норт (англ. Dade City North) — статистически обособленная местность, расположенная в округе Паско (штат Флорида, США) с населением в 3319 человек по статистическим данным переписи 2000 года.

## География
По данным Бюро переписи населения США статистически обособленная местность Дейд-Сити-Норт имеет общую площадь в 4,66 квадратных километров, водных ресурсов в черте населённого пункта не имеется.

## Демография
| Год переписи        | Нас. |  | %±    |
| ------------------- | ---- |  | ----- |
| 1970                | 1837 |  | —     |
| 1980                | 3151 |  | 71,5% |
| 1990                | 3058 |  | −3%   |
| 2000                | 3319 |  | 8,5%  |
| 1970–2000 Источник: |      |  |       |

По данным переписи населения 2000 года в Дейд-Сити-Норт проживало 3319 человек, 663 семьи, насчитывалось 910 домашних хозяйств и 1017 жилых домов. Средняя плотность населения составляла около 712,23 человек на один квадратный километр. Расовый состав населённого пункта распределился следующим образом: 55,05 % белых, 10,79 % — чёрных или афроамериканцев, 0,48 % — коренных американцев, 0,12 % — азиатов, 0,06 % — выходцев с тихоокеанских островов, 3,74 % — представителей смешанных рас, 29,77 % — других народностей. Испаноговорящие составили 56,49 % от всех жителей статистически обособленной местности.
Из 910 домашних хозяйств в 43,5 % воспитывали детей в возрасте до 18 лет, 45,9 % представляли собой совместно проживающие супружеские пары, в 17,1 % семей женщины проживали без мужей, 27,1 % не имели семей. 19,2 % от общего числа семей на момент переписи жили самостоятельно, при этом 8,8 % составили одинокие пожилые люди в возрасте 65 лет и старше. Средний размер домашнего хозяйства составил 3,39 человек, а средний размер семьи — 3,81 человек.
Население статистически обособленной местности по возрастному диапазону по данным переписи 2000 года распределилось следующим образом: 33,1 % — жители младше 18 лет, 14,9 % — между 18 и 24 годами, 29,3 % — от 25 до 44 лет, 16,1 % — от 45 до 64 лет и 6,7 % — в возрасте 65 лет и старше. Средний возраст жителей составил 26 лет. На каждые 100 женщин в Дейд-Сити-Норт приходилось 121,3 мужчин, при этом на каждые сто женщин 18 лет и старше приходилось 125,8 мужчин также старше 18 лет.
Средний доход на одно домашнее хозяйство статистически обособленной местности составил 25 000 долларов США, а средний доход на одну семью — 25 987 долларов. При этом мужчины имели средний доход в 18 817 долларов США в год против 17 393 доллара среднегодового дохода у женщин. Доход на душу населения статистически обособленной местности составил 25 000 долларов в год. 22,7 % от всего числа семей в населённом пункте и 29,1 % от всей численности населения находилось на момент переписи населения за чертой бедности, при этом 36,3 % из них были моложе 18 лет и 20,6 % — в возрасте 65 лет и старше.